# エコノミスト投資の達人
エコノミスト 投資の達人（エコノミスト とうしのたつじん）は、かつて毎日新聞社が発行していた投資情報誌である。
2001年12月に創刊され、2004年1月から月刊になった。同社が発行する経済雑誌『週刊エコノミスト』の増刊という位置付けで出版されていた。キャッチフレーズは「株好き投資家応援マガジン」。
2009年10月より「月刊エコノミストマネー」に刷新されたが、2010年9月号を以って休刊となった｡

## 特徴
経済ジャーナリスト、株式アナリスト、ストラテジスト、株式評論家などの寄稿・署名記事が中心で、編集部が特集ごとに各方面に取材をかけて１つの記事にまとめている他誌の編集方針とは一線を画している。特集はその時々でテーマ性のある銘柄を紹介するもの、相場の読み方、投資法・投資術、チャート分析などを取り上げることが多い。その一方で、定期的に超初心者向けの特集が組まれたり、「投資占い大全」「右脳派・左脳派別投資」など、意外性のある記事が特集されることもある。雑誌の体裁はカラーページが少なく、文字が中心。

## 連載
レギュラー執筆陣による連載が多い。銘柄推奨では田嶋智太郎（アルフィナンツ）、和島秀樹（ラジオNIKKEI）、藤井英敏（カブ知恵）、中村孝也（フィスコ）、円崎剛史（同）などが登場することが多い。“曲がり屋”の異名を持つ北浜流一郎はこの雑誌にも連載を持っている。チャート分析では、黒岩泰（マーケットバンク）、福永博之（インベストラスト）、川口一晃（オフィスKAZ）、伊藤智洋などが定期的に登場する。ほかには配当や優待を材料に銘柄を仕込む木村佳子の「カレンダー投資のススメ」、毎月の値上がり／値下がりや掲示板の投稿数などをまとめた「ヤフー・ファイナンスランキング」、株式投資に詳しいタレントの北野誠が毎回ゲストを招いて対談する「北野誠のハラワリ！対談」などがある。